# Aquarium Barcelona
Koordinaten: 41° 22′ 36″ N, 2° 11′ 3″ O
Das Aquarium Barcelona (katalanisch Aquàrium de Barcelona) ist ein Meerwasseraquarium im alten Hafen von Barcelona (Port Vell) in Katalonien (Spanien). Es verfügt über 35 einzelne Becken, die insgesamt rund 6 Millionen Liter Meerwasser enthalten. Es werden mehr als 11.000 Tiere beherbergt, die rund 450 verschiedenen Tierarten angehören. Hauptbestandteil ist ein 80 m langer, verglaster Unterwasser-Tunnel mit einem Laufband, der unter dem sog. Ozeanarium (Becken 18) hindurchführt. Dieses enthält u. a. Blauhaie, Rochen und Mondfische.
Die einzelnen Becken des Aquariums sind den unterschiedlichen Lebensräumen der Tiere nachgebildet. Im Wesentlichen werden das Mittelmeer und die tropischen Gewässer dargestellt, im Speziellen aber beispielsweise auch das Great Barrier Reef (Kaiserfisch, Regenbogen-Papageifisch – Becken 15).
Seit seiner Eröffnung am 8. September 1995 wurde das Aquarium von mehr als 37 Millionen Menschen besucht. Das Aquarium Barcelona ist Mitglied der Iberian Association of Zoos and Aquaria (AIZA).

## Galerie
|  |  |  |  |